# سام سميث (صحفي أمريكي)
سام سميث (بالإنجليزية: Sam Smith)‏ هو صحفي أمريكي، ولد في 24 يناير 1948.